# Ondřej Thor

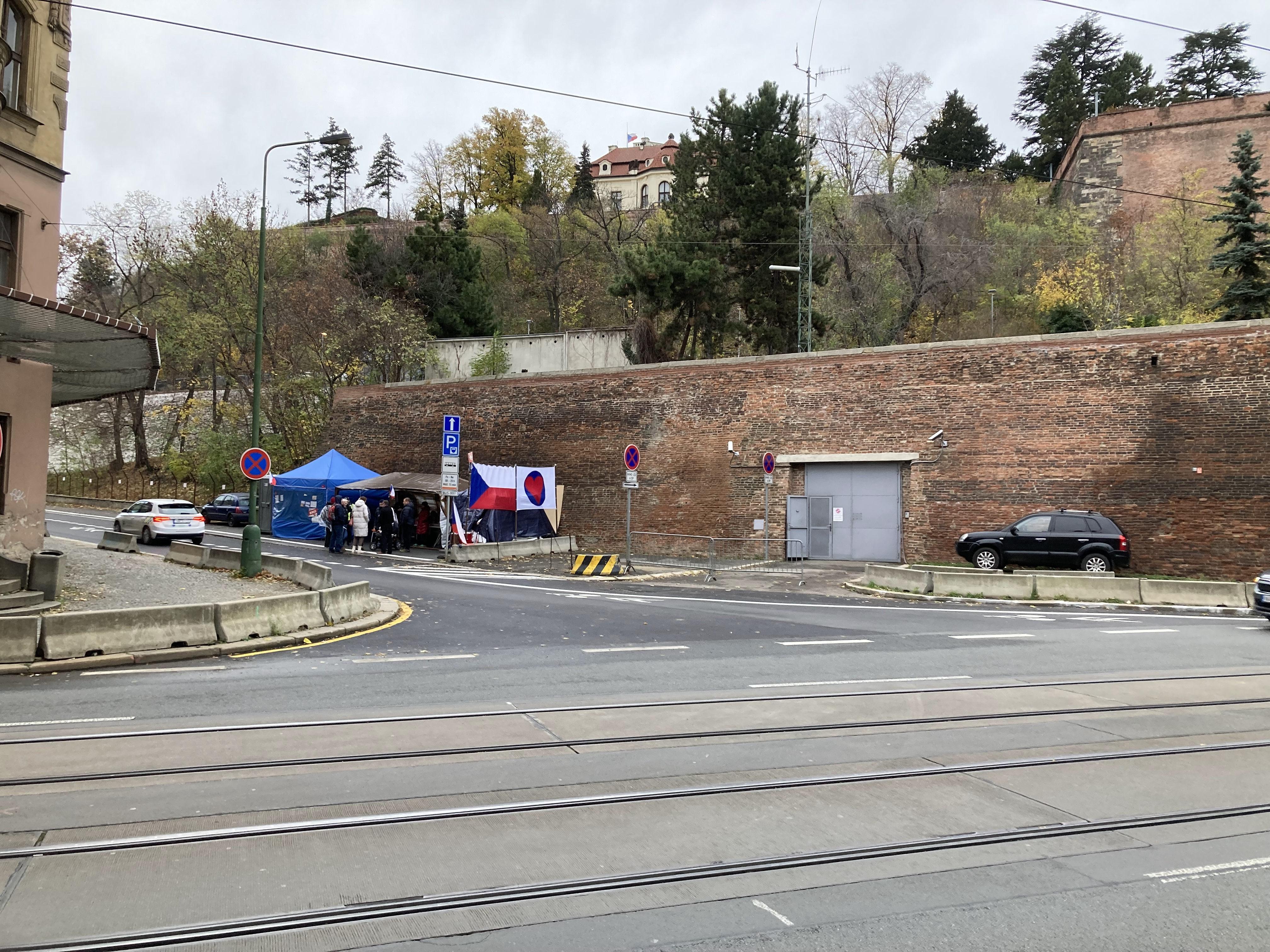
Stánek naproti Strakově akademii (listopad 2023)

Ondřej Thor (* 24. června 1992) je aktivista a instruktor inline bruslení, který více než rok, od 17. května 2023 do 13. června 2024 kempoval před úřadem vlády. Tímto protestoval a požadoval odstoupení vlády a postavení multifunkční haly v Ústí nad Labem. Na místě měl petiční stánek, kde bylo možné podepsat dvě petice.
Protože podle zákona není pro zřízení petičního stánku potřeba explicitní povolení, řešily úřady problém, jak ho z místa dostat. Vadil zejména městskému úřadu Prahy 1, kdy ho starostka Terezie Radoměřská nazývala slumem, brlohem a podobnými výrazy.
Po vyklizení policií (důvodem byla oprava barokní zdi) Ondřej Thor odjel, resp. emigroval na Slovensko, kde požádal o slovenské občanství a politický azyl.

## Dílo
- Ondřej Thor je autor knihy Inline bruslení.[7] Je též předsedou spolku InlineSkating.cz.[8][1]